# Sabine Föllinger
Sabine Veronika Föllinger (* 25. September 1963 in Frankfurt am Main) ist eine deutsche Altphilologin.

## Leben
Nach dem Schulbesuch in Karlsruhe absolvierte Föllinger von 1983 bis 1984 ein Freiwilliges Soziales Jahr in Berlin und studierte anschließend Latinistik und Theologie an den Universitäten zu Freiburg, München und Rom. Zum Wintersemester 1988/1989 wechselte sie vom Studienfach Theologie zur Gräzistik. Nach dem Staatsexamen im Sommersemester 1991 schloss Föllinger ein Promotionsstudium der Fächer Latinistik, Gräzistik und Theologie an und arbeitete als Wissenschaftliche Mitarbeiterin am Seminar für Klassische Philologie in Freiburg. 1994 wurde sie mit der Dissertation zum Thema Differenz und Gleichheit. Das Geschlechterverhältnis in der Sicht griechischer Philosophen des 4. bis 1. Jahrhunderts v. Chr. promoviert und ging als Wissenschaftliche Assistentin nach Mainz. Hier reichte sie im Juni 1999 ihre Habilitationsschrift mit dem Titel Mythos bei Aischylos ein und habilitierte sich im Januar 2000. Vom Sommersemester 2000 an war sie als Hochschuldozentin (C 2) in Mainz angestellt, bis sie zum Oktober 2003 einen Ruf auf die Professur für Gräzistik an der Universität Bamberg folgte. Zum Wintersemester 2011/2012 wechselte Föllinger als Nachfolgerin von Arbogast Schmitt auf den Lehrstuhl für Gräzistik an der Philipps-Universität Marburg. 2022 wurde sie in die Akademie der Wissenschaften und der Literatur in Mainz gewählt.
Föllinger beschäftigt sich unter literaturwissenschaftlichen Gesichtspunkten mit der frühen griechischen Literatur, besonders mit Epos, Lyrik und der Tragödie. Außerdem untersucht sie antike Philosophie und Naturwissenschaft und deren Rezeption. Sie ist verheiratet mit dem Althistoriker Oliver Stoll.

## Schriften (Auswahl)
als Autorin
- Differenz und Gleichheit. Das Geschlechterverhältnis in der Sicht griechischer Philosophen des 4. bis 1. Jahrhunderts v. Chr. (= Hermes-Einzelschriften. Bd. 74). Steiner, Stuttgart 1996, ISBN 3-515-07011-7 (zugl. Dissertation, Universität Freiburg/B. 1993).
- Genosdependenzen. Studien zur Arbeit am Mythos bei Aischylos (= Hypomnemata. Bd. 148). Vandenhoeck & Ruprecht, Göttingen 2003, ISBN 3-525-25247-1 (zugl. Habilitationsschrift, Universität Mainz 1999).
- Aischylos: Meister der griechischen Tragödie. Beck, München 2009, ISBN 978-3-406-59130-3.
- Ökonomie bei Platon. De Gruyter, Berlin 2016.

als Herausgeberin
- Was ist „Leben“? Aristoteles’ Anschauungen zur Entstehung und Funktionsweise von Leben (= Philosophie der Antike. Bd. 27). Steiner, Stuttgart 2010, ISBN 978-3-515-09244-9.
- mit Diego De Brasi: Anthropologie in Antike und Gegenwart. Biologische und philosophische Entwürfe vom Menschen. Freiburg 2015 (= Lebenswissenschaften im Dialog. Bd. 18).
- mit Kerstin Droß-Krüpe und Kai Ruffing: Antike Wirtschaft und ihre kulturelle Prägung / The Cultural Shaping of the Ancient Economy. Wiesbaden 2016 (= Philippika. Bd. 98).
- mit Evelyn Korn: Von besten und zweitbesten Regeln, Platonische und aktuelle Perspektiven auf individuelles und staatliches Wohlergehen. Wiesbaden 2019 (= Philippika. Bd. 137).